# Kawasaki Ki-32
Kawasaki Ki-32 (九八式軽爆撃機 - Kjuhači-šiki keibakugekiki, ameriška oznaka: "Mary") je bil japonski dvosedežni propelerski lovski bombnik iz 2. svetovne vojne. Ki-32 je bil razvit kot zmogljivejši naslednik Ki-3. Imel je srednje nameščeno kantilever krilo in fiksno pristajalno podvozje z repnim kolesom. Lahko je bil oborožen z do 450 kg bomb in dvema strojnicama. Lahko izvajal tudi strmoglave napade z največjim kotom do 60 stopinj. Uporabljal se je v spopadih s Kitajsko med drugo svetovno vojno. 

## Specifikacije
Podatki iz The Concise Guide to Axis Aircraft of World War II; Japanese Aircraft of the Pacific War
Splošne karakteristike
- Posadka: 2
- Dolžina: 38 ft 2,5 in (11,65 m)
- Razpon kril: 49 ft 2½ in (15,0 m)
- Višina: 9 ft 6 in (2,90m)
- Površina kril: 365,98 ft² (34,00 m²)
- Teža praznega letala: 2350 lb (1066 kg)
- Maks. vzletna teža: 8290 lb (3760 kg)
- Pogon letala: 1 ×  tekočinsko hlajeni  12-valjni V-motor Kawasaki Ha-9-IIb, 850 KM (634 kW)

 Zmogljivost 
- Maks. hitrost: 228 vozlov, 263 mph (423 km/h) na višini 3940 m
- Potovalna hitrost: 162 vozlov, 186 mph (300 km/h)
- Doseg: 1060 nm, 1220 milj (1965 km)
- Višina leta: 29265 ft (8920 m)
- Hitrost vzpenjanja: 1500 ft/min (7,6 m/s)
- Obremenitev kril: 21,3 lb/ft² (104,1 kg/m²)

Oborožitev

- Strelno orožje: 2× 7.7 mm (0.303 in) strojnici
- Bombe: 450 kg (990 lb) bomb